# Списък на математическите атрибути
В този речник се добавят единствено атрибути (прилагателни имена). Математическият термин се изписва в курсив. За всяко прилагателно се отделят най-много две-три изречения. Когато са необходими по-обстойни разяснения, в скоби се поставя линк към основна статия.

## А

### абелев
- Една група се нарича абелева ако груповата ѝ операция е комутативна.[1]

### антисиметричен
- Една релация {\displaystyle R} се нарича антисиметрична, ако {\displaystyle \!^{\forall }}{\displaystyle x}{\displaystyle \!^{\forall }}{\displaystyle y}{\displaystyle ((x,y)}{\displaystyle \!^{\in }}{\displaystyle R}{\displaystyle \land }{\displaystyle (y,x)}{\displaystyle \!^{\in }}{\displaystyle R}{\displaystyle \Rightarrow }{\displaystyle x=y)}.

## Б

### бикомпактен
- Едно топологично пространство се нарича бикомпактно, ако всяко негово отворено покритие съдържа крайно подпокритие.[2]

## Д

### добре нареден
- Линейно наредено множество (клас) се нарича добре наредено, ако всяко негово непразно подмножество има най-малък елемент.

### добре фундиран
- Частично наредено множество се нарича добре фундирано, ако всяко негово непразно подмножество има минимален елемент.

## И

### инективен
- Една функция се нарича инективна, ако стойностите ѝ за различни аргументи са различни. Инективните хомоморфизми се наричат мономорфизми.

## К

### квазинареден
- Едно множество (клас) {\displaystyle X} се нарича квазинаредено, ако върху него е зададена рефлексивна транзитивна релация (преднаредба) {\displaystyle R}{\displaystyle \!^{\subseteq }}{\displaystyle X}{\displaystyle \times }{\displaystyle X}.[3]

### компактен
- Едно топологично пространство се нарича компактно, ако всяко негово безкрайно множество има точка на сгъстяване.[2]

## Л

### линейно нареден
- Едно частично наредено множество (клас) {\displaystyle (X,}{\displaystyle \!^{\leq }}{\displaystyle )} се нарича линейно наредено, ако за всеки два различни елемента {\displaystyle a}{\displaystyle \!^{\in }}{\displaystyle X} и {\displaystyle b}{\displaystyle \!^{\in }}{\displaystyle X} или {\displaystyle a}{\displaystyle \!^{\leq }}{\displaystyle b} или {\displaystyle b}{\displaystyle \!^{\leq }}{\displaystyle a}.

#### липшицов
- Една функция се нарича липшицова, ако тя е хьолдерова от първа степен.

## М

### минимален
- Елемент {\displaystyle x} на частично наредено множество се нарича минимален, ако множеството не съдържа елементи по-малки от {\displaystyle x}.

## Н

### насочен
- Едно квазинаредено множество (клас) {\displaystyle (X,}{\displaystyle \!^{\leq }}{\displaystyle )} се нарича насочено, ако {\displaystyle \!^{\forall }}{\displaystyle x}{\displaystyle \!^{\in }}{\displaystyle X}{\displaystyle \!^{\forall }}{\displaystyle y}{\displaystyle \!^{\in }}{\displaystyle X}{\displaystyle \!^{\exists }}{\displaystyle z}{\displaystyle \!^{\in }}{\displaystyle X}{\displaystyle (x}{\displaystyle \!^{\leq }}{\displaystyle z}{\displaystyle \land }{\displaystyle y}{\displaystyle \!^{\leq }}{\displaystyle z)}.[3]

## Р

### рефлексивен
- Една релация {\displaystyle R}{\displaystyle \!^{\subseteq }}{\displaystyle X}{\displaystyle \times }{\displaystyle X} се нарича рефлексивна, ако {\displaystyle \!^{\forall }}{\displaystyle x}{\displaystyle \!^{\in }}{\displaystyle X}{\displaystyle ((x,x)}{\displaystyle \!^{\in }}{\displaystyle R)}.

## С

### сюрективен
- Едно изображение {\displaystyle f:A}{\displaystyle \to }B се нарича сюрективно или изображение върху множеството {\displaystyle B},[4] ако всяко {\displaystyle b}{\displaystyle \!^{\in }}{\displaystyle B} е образ на някое {\displaystyle a}{\displaystyle \!^{\in }}{\displaystyle A} при изображението {\displaystyle f} (т.е. ако {\displaystyle \!^{\forall }}{\displaystyle b}{\displaystyle \!^{\in }}{\displaystyle B}{\displaystyle \!^{\exists }}{\displaystyle a}{\displaystyle \!^{\in }}{\displaystyle A}{\displaystyle (b=f(a))}).

## Т

### транзитивен
- Една релация {\displaystyle R} се нарича транзитивна, ако {\displaystyle \!^{\forall }}{\displaystyle x}{\displaystyle \!^{\forall }}{\displaystyle y}{\displaystyle \!^{\forall }}{\displaystyle z}{\displaystyle ((x,y)}{\displaystyle \!^{\in }}{\displaystyle R}{\displaystyle \land }{\displaystyle (y,z)}{\displaystyle \!^{\in }}{\displaystyle R}{\displaystyle \Rightarrow }{\displaystyle (x,z)}{\displaystyle \!^{\in }}{\displaystyle R)}.

## Х

### хьолдеров
- Една функция {\displaystyle f:X}{\displaystyle \to }{\displaystyle Y} се нарича хьолдерова от степен {\displaystyle \alpha }, ако съществува констната {\displaystyle c} такава, че {\displaystyle |f(x)-f(y)|<c|x-y|^{\alpha }} за всяко {\displaystyle x,y}{\displaystyle \;^{\in }}{\displaystyle X} (вж. Условие на Хьолдер).

## Ц

### цял
- Цели рационални се наричат функциите от вида:[5]

{\displaystyle f:\mathbb {R} \to \mathbb {R} }
{\displaystyle {\color {White}.}\quad x\mapsto \sum _{i=0}^{n}a_{i}x^{i},\quad \ a_{0},...,a_{n}\in \mathbb {R} }

## Ч

### частично нареден
- Едно множество (клас) {\displaystyle X} се нарича частично наредено, ако върху него е зададена рефлексивна (или ирефлексивна) транзитивна антисиметрична релация {\displaystyle R}{\displaystyle \!^{\subseteq }}{\displaystyle X}{\displaystyle \times }{\displaystyle X}.

### числов
- Функция, съпоставяща елементи на множеството {\displaystyle D} на елементи от множеството {\displaystyle A}, се нарича числова, ако {\displaystyle D} е множеството на реалните числа {\displaystyle \mathbb {R} }, а {\displaystyle A} е подмножество на {\displaystyle \mathbb {R} }.[4]